# Barreirinhas Airport
Barreirinhas Airport är en flygplats i Brasilien.   Den ligger i kommunen Barreirinhas och delstaten Maranhão, i den nordöstra delen av landet, 1 600 km norr om huvudstaden Brasília. Barreirinhas Airport ligger 9 meter över havet.
Terrängen runt Barreirinhas Airport är platt. Närmaste större samhälle är Barreirinhas, 2,2 km väster om Barreirinhas Airport.
Omgivningarna runt Barreirinhas Airport är huvudsakligen savann. Runt Barreirinhas Airport är det glesbefolkat, med 14 invånare per kvadratkilometer.